# Mello (Italia)
Mello (Mèll in dialetto valtellinese) è un comune italiano di 949 abitanti della provincia di Sondrio in Lombardia, situato in posizione soliva e panoramica sulla Costiera dei Cech.
La lontana e omonima val di Mello si chiama così perché è un pascolo di proprietà degli abitanti di Mello (che si chiamano melat).

## Storia

### Simboli
Lo stemma comunale e il gonfalone sono stati concessi con decreto del presidente della Repubblica del 29 ottobre 1986.
Il gonfalone è un drappo partito di bianco e di azzurro.

### Testimonianze storiche
L'origine del nome della val di Mello, tributaria della val Masino, è da ricercarsi nel paese di Mello, comune non contiguo alla valle in quanto posizionato circa 20 km di distanza, poiché gli abitanti di Mello (melat) fin dai secoli passati hanno diritto di pascolo in quella valle. 
(Giovanni Guler von Weineck, 1616 governatore grigionese della Valtellina dal 1587 al 1588)

## Monumenti e luoghi di interesse

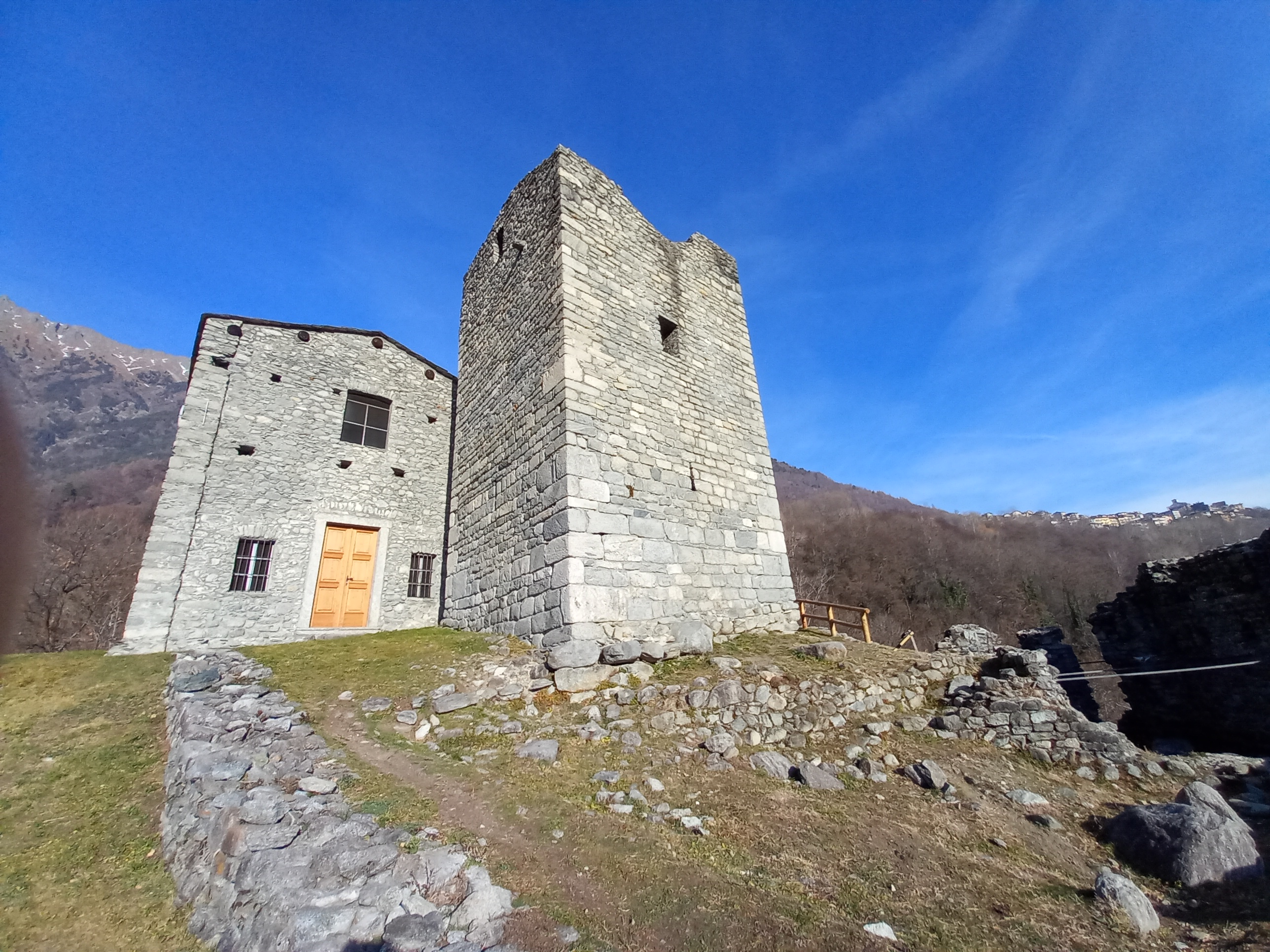
La torre e la chiesetta del castello di Domofole

### Castello di Domofole
La prima menzione del castello si trova in un documento del 1023. Nel secolo XI la fortificazione era possesso dei Vicedomini, potente famiglia feudale comasca che si insediò nella bassa Valtellina prima dell'anno Mille. 
Alla fine del XIII secolo, durante le lotte fra guelfi e ghibellini il castello venne distrutto e i Vicedomini cacciati dalla Valtellina, venne ricostruito qualche anno dopo.

### Chiesa di San Fedele
La parrocchia di Mello è attestata da documenti fin dal 1441, anno in cui terminò la dipendenza dall'arcipretale di Sant'Alessandro di Traona, e San Fedele si costituì parrocchia autonoma. La chiesa attuale, iniziata nel 1591, fu ultimata solo nel 1670.

### Chiesa di San Giovanni Battista
Appartiene alla parrocchia di Mello la chiesa di San Giovanni di Bioggio, località in cui, secondo un’antica tradizione, dal XIII secolo si stabilì una delle prime comunità di Terziari Francescani, tra i quali, nel corso del XV secolo, si distinse per santità un fraticello chiamato popolarmente “San Genuari” (Gennaro) i cui resti, conservati sotto l'altare maggiore di questa chiesa, godono a tutt’oggi di venerazione popolare.

## Società

### Evoluzione demografica
Alla data del 31-3-2016 Mello ha 956 abitanti, di cui 477 maschi (49,9%) e 479 femmine (50,1%)
Abitanti censiti

#### Popolazione residente alla data del Censimento della Popolazione e delle Abitazioni 2011 per località abitata
- Mello, 834
- Consiglio, 160
- Poira di Dentro, 0
- Poira di Fuori Pecoia, 0
- Case sparse, 7

Totale comune di Mello: 1.001

## Amministrazione
| Periodo        | Periodo        | Primo cittadino  | Partito      | Carica  | Note  |
| -------------- | -------------- | ---------------- | ------------ | ------- | ----- |
| 14 maggio 2001 | 28 maggio 2006 | Giovanni Scamoni | Lista civica | Sindaco | [ 9 ] |
| 29 maggio 2006 | 3 ottobre 2021 | Fabrizio Bonetti | Lista civica | Sindaco | [ 9 ] |
| 3 ottobre 2021 | in carica      | Marco Scamoni    | Lista civica | Sindaco | [ 9 ] |